# Bernhard Bauer
Bernhard Bauer (né en 1967) est un ancien skieur alpin allemand.

## Coupe du Monde
- Meilleur classement final: 46e en 1995.
- Meilleur résultat: 9e.